# 지미 태트로
지미 테이트로(Jimmy Tatro, 1992년 2월 16일 ~ )는 미국의 배우이다.

## 출연 작품
- 럼블 (2021)
- 더 울프 오브 스노우 할로우 (2020)
- 스투버 (2019)
- 스몰풋 (2018)
- 부! 마디아 할로윈 (2016)
- 블루 마운틴 스테이트: 더 라이즈 오브 사드랜드 (2016)
- 22 점프 스트리트 (2014)